# San Cebrián de Mudá
San Cebrián de Mudá – gmina w Hiszpanii, w prowincji Palencia, w Kastylii i León, o powierzchni 41,01 km². W 2011 roku gmina liczyła 170 mieszkańców.